# Suur Saarjärv
Suur Saarjärv (est. Suur Saarjärv) – jezioro w Estonii, w prowincji Võrumaa, w gminie Antsla. Położone jest na północ od wsi Ähijärve. Ma powierzchnię 10,9 ha linię brzegową o długości 2307 m, długość 820 m i szerokość 275 m. Sąsiaduje z jeziorami Saarjärve Kogrõjärv, Väikene Saarjärv, Küünimõtsa, Sibula. Położone jest na terenie Parku Narodowego Karula. Z jeziora wypływa rzeka Mustjõgi, która uchodzi do rzeki Gauja.